# Chlorokybus atmophyticus
Espèce
Chlorokybus atmophyticus est une espèce d'algues vertes, l’espèce type de la famille des Chlorokybaceae, de l’ordre des  Chlorokybales, et de la classe Chlorokybophyceae.
Elle était auparavant classée dans la famille des Klebsormidiaceae.

## Étymologie
Le nom de genre Chlorokybus est composé du préfixe chlor–, du grec χλωρός  chlorós, « vert clair », et du suffixe -kybus, du grec κύβος / kýbos, cube, littéralement « cube vert clair », en référence à la couleur de ces algues unicellulaires et à la structure en trois dimensions des colonies qu'elles forment  (sarcinoïdes).

## Description
Le Chlorokybus, est une algue terrestre facultative car présente dans des habitats subaériens. Cette algue rare forme des colonies sarcinoïdes entourées d'une épaisse couverture gélatineuse. Elle peut survivre à la dessiccation, au gel et à une irradiation par rayonnement photosynthétiquement actif ainsi qu'aux rayons ultraviolets. Chaque cellule possède un seul chloroplaste avec un pyrénoïde proéminent entouré d'une gaine d'amidon et d'un pyrénoïde superficiel périphérique. La reproduction se fait au moyen de zoospores biflagellées. La sexualité n'a pas encore été observée.

## Classification
Avant d'être intégrée dans la division des Charophyta, Chlorokybus atmophyticus a été classée dans une division d’algues vertes appelée Chlorokybophyta qui ne comprenait que cette unique espèce[réf. souhaitée]. 
Dans la classification phylogénétique, le clade Mesostigma + Chlorokybus représente la branche la plus ancienne de l'infrarègne des Streptophyta.
Selon AlgaeBase (1 mai 2013) :
- ordre des Chlorokybales C.E.Rogers, K.R.Mattox & K.D.Stewart
  - famille des Chlorokybaceae C.E.Rogers, K.R.Mattox & K.D.Stewart
    - genre Chlorokybus Geitler
      - espèce Chlorokybus atmophyticus Geitler

Selon ITIS (1 mai 2013) :
- ordre des Chlorokybales

Selon NCBI (1 mai 2013) :
- ordre des  Chlorokybales
  - famille des Chlorokybaceae
    - genre Chlorokybus
      - Chlorokybus atmophyticus

Selon World Register of Marine Species (1 mai 2013) :
- Chlorokybus atmophyticus Geitler, 1942